# دانيال حداد
دانيال حداد (من مواليد 28 نوفمبر 1961) رجل أعمال أرجنتيني يعمل في مجال الاتصالات والإعلام.

## سيرة شخصية
ولد دانيال حداد في بوينس آيرس عام 1961 لعائلة من أصل سوري. حصل على درجات علمية كمحامي وصحفي من الجامعة الكاثوليكية في الأرجنتين وأكمل دراساته العليا في جامعة نافارا في إسبانيا. حصل على منحة دراسية من Fundación Universidad Río de la Plata لمواصلة تعليمه في تاعاصمة الأمريكية واشنطن.
قبل أن يصبح رجل أعمال إعلامي ، عمل دانيال حداد كصحفي. اكتسب شهرة لأول مرة في عام 1991 كمضيف مشارك للبرنامج الصباحي على راديو أمريكا ، وبعد ذلك شارك في استضافة Después de Hora ( بعد ساعات ). كما كان مسؤولاً عن برنامج حواري إذاعي ، El Primero de la Mañana ( أول الصباح ). بعد خصخصة معظم موجات الأثير في البلاد من قبل الرئيس كارلوس منعم ، أطلق حداد راديو 10 (أحد رواد التصنيف في سوق راديو AM ) ، في عام 1998. استحوذ على حصة 50٪ في القناة 9 ، وهي مذيع رائد في بوينس آيرس ، في عام 2002 واشترى النصف المتبقي. باع حداد الشبكة في ديسمبر 2007 للمستثمر المكسيكي ميغيل أنخيل غونزاليس واستحوذ على قناة الأخبار التلفزيونية C5N ( القناة الخامسة ) ، والتي باعها في عام 2012 مع Pop Radio و Mega 98.3 و FM Vale 97.5 و Radio 10 و TKM Radio. يمتلك حاليًا Infobae على الإنترنت الأخبار اليومية ، والتي فازت بجائزة التميز "Konex de Platino" في عام 2017.

## روابط ومراجع خارجية
- Infobae.com
- راديو 10
- راديو ميجا
- راديو أماديوس
- راديو البوب
- 10 ميوزيكا